# 김포고등학교
김포고등학교(金浦高等學校)는 대한민국 경기도 김포시 사우동에 있는 공립 고등학교이다.

## 학교 연혁
- 1955년 4월 18일 : 김포여자상업고등학교 (학년당 1학급) 개교
- 1973년 3월 1일 : 김포여자종합고등학교로 교명 변경
- 1978년 3월 1일 : 산업체 특별학급 설치(1994.02.28. 폐지)
- 1981년 3월 1일 : 중·고 병설에서 분리
- 1985년 10월 15일 : 본관 개축 준공
- 1995년 3월 1일 : 김포고등학교로 교명 변경
- 2005년 1월 22일 : 송란관 증축
- 2016년 3월 1일 : 과학 특성화 모형 연구학교 운영(~2018.02.28)
- 2024년 1월 5일 : 제67회 졸업(314명, 연인원 16,032명)
- 2024년 3월 1일 : 제22대 박미애 교장 취임

## 참고 자료
- 김포고등학교 - 한국교육학술정보원 학교알리미